# أرميستيد س. غوردون
أرميستيد س. غوردون (بالإنجليزية: Armistead C. Gordon) هو محامي أمريكي، ولد في 20 ديسمبر 1855، وتوفي في 1931.